# Relations entre le Danemark et l'Espagne
Il s'agit des relations bilatérales du Danemark et de l'Espagne, deux États membres de l'Union européenne.

## Histoire

### XVIIIesiècle
Charles III d'Espagne nomma Juan Domingo Pignatelli comme représentant à la cour danoise.

### XIXesiècle
En 1807, l'Espagne envoya un contingent de 13 355 hommes, 3 088 cavaliers, 25 canons, 116 femmes et 49 enfants pour soutenir Napoléon en protégeant les côtes danoises des débarquements britanniques. Avec la Guerre d'indépendance espagnole de 1808, l'expédition devint une armée rebelle.

### XXesiècle

#### Adhésions aux Communautés européennes (1973-1986)
Depuis l'adhésion des deux pays à l'Union européenne, les relations entre les deux pays se développent dans le cadre de cet environnement.

### XXIesiècle

#### Crise catalane
Dans le cadre de la déclaration d'indépendance de la Catalogne d'octobre 2017, Carles Puigdemont, président de la généralité de Catalogne, fuit en Belgique. De là, il se rend au Danemark pour participer à un colloque sur la Catalogne et l'Europe. Le parquet espagnol demande au juge chargé de l'enquête à l'encontre des séparatistes d'émettre un nouveau mandat d'arrêt, ce qui ne sera pas accepté. En effet, un juge de la Cour suprême estime que ce voyage est une provocation visant à provoquer son arrestation et à légitimer sa réélection à la tête de la Généralité.

## Sources
- (es) Cet article est partiellement ou en totalité issu de l’article de Wikipédia en espagnol intitulé « Relaciones entre España y Dinamarca » (voir la liste des auteurs).

## Compléments